# Oskar Osala

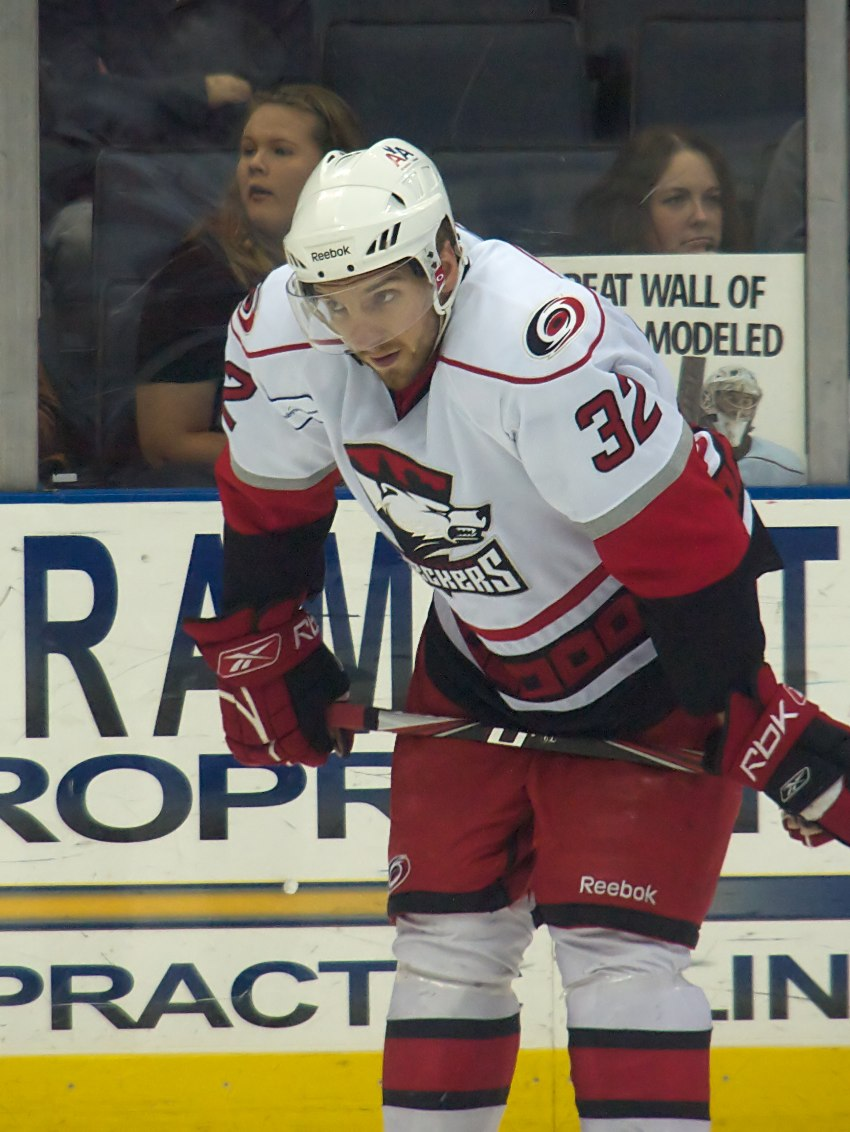
Oskar Osala i Charlotte Checkers

Oskar Alexander Osala (smeknamn Osku och Ode) född 26 december 1987 i Vasa, är en finlandssvensk ishockeyspelare (forward) som spelar i Metallurg Magnitogorsk i KHL.
Han NHL-debuterade den 10 december 2008 i Washington Capitals då Caps vann med 3–1 mot Boston Bruins. Han debuterade i finska landslaget den 8 november då Finland mötte Tjeckien på hemmaplan i Karjala Cup. Säsongen 2007–2008 spelade han final med Esbo Blues men fick nöja sig med silver. Han talar både finska och svenska.
Oskar Osala flyttade till Mississauga när han var 16 år för att spela för OHL-laget Mississauga IceDogs. Tre år senare återvände han hem till Esbo Blues. I juni 2008 skrev han kontrakt med Hershey Bears, farmarlaget för Washington Capitals. 
Oskar Osala är uppfostrad i Vasa-laget Sport, som spelar i SM-Ligan, Finlands högsta division.